# La por a la llibertat
La por a la llibertat és un llibre escrit pel psicoanalista i psicòleg social Erich Fromm publicat originalment als Estats Units en 1941. L'obra explora la relació canviant entre la humanitat i la llibertat posant èmfasi en les conseqüències de l'absència d'aquesta i en les condicions psicosocials que van permetre l'emergència del nazisme.

## Conceptes centrals

### El concepte de llibertat
Fromm inicia el llibre fent una distinció entre la llibertat negativa i la llibertat positiva. La primera es refereix a l'emancipació de restriccions com a convencions socials implantades per altres persones o per la societat i per obtenir aquest tipus de llibertat històricament s'ha hagut de lluitar. No obstant això, d'acord amb Fromm, aquesta classe de llibertat per si sola pot ser una força destructiva a menys que estigui acompanyada per un element creatiu que seria la llibertat positiva. Això necessàriament implica una connexió amb els altres que va més enllà dels llaços superficials de les interaccions socials.
En el procés de tornar-se lliure de l'autoritat, els humans es queden amb sentiments de desesperança (Fromm compara això al procés d'individualització d'un nen com a part del seu desenvolupament) que no desapareixeran fins que usin la llibertat positiva i desenvolupin un reemplaçament per a l'ordre que coneixien abans. No obstant això, un substitut comú per a la llibertat positiva o l'autenticitat és sotmetre's a un sistema autoritari que reemplaci l'ordre anterior amb una aparença exterior diferent, però amb la mateixa funció per a l'individu: eliminar la incertesa prescrivint què pensar i com actuar. Fromm caracteritza això com un procés històric dialèctic on la situació original és la tesi i l'emancipació és l'antítesi. La síntesi només pot ser aconseguida quan alguna cosa hagi reemplaçat l'ordre original i hagi donat als humans una nova seguretat. Fromm no indica que el nou sistema sigui necessàriament millor i, de fet, indica que això solament trencaria el cicle de llibertat negativa al qual la societat se sotmet.

### La llibertat en la història
La llibertat, d'acord amb Fromm, es va convertir en un assumpte important al segle xx, vista aleshores com alguna cosa que ha de lluitar-se i defensar-se. No obstant això, no sempre ha ocupat un lloc tan prominent en la ment de les persones i, com una experiència, no és necessàriament una cosa que sigui inequívocament plaent.
Un dels principals capítols en el llibre tracta sobre el desenvolupament de la teologia protestant amb èmfasi en els treballs de Calví i Luter. La caiguda de l'antic ordre social i el sorgiment del capital van generar una major consciència que les persones podien ser éssers autònoms que podien dirigir el seu propi futur i no només omplir un rol socioeconòmic. Això al seu torn va generar una nova idea de Déu que justificava la nova llibertat mentre que al seu torn proporcionava la mateixa autoritat moral. Luter presenta una relació de l'home amb Déu que era més personal i lliure de la influència de l'església, mentre que la doctrina de predestinació de Calví suggereix que les persones no poden treballar per aconseguir la salvació, sinó que són escollits arbitràriament abans que puguin aconseguir cap diferència. Fromm argumenta que ambdues ideologies són la resposta a una situació econòmica més lliure. La primera dona als individus més llibertat de buscar la santedat al món que els envolta sense la necessitat d'una estructura eclesiàstica complexa. La segona, encara que dona superficialment l'aparença de ser determinista, en realitat proporciona a les persones una forma de treballar per la salvació, ja que encara que no puguin canviar les seves destinacions, poden descobrir com en són de sants dedicant-se al treball ardu i la frugalitat. Això feia que les persones s'esforcessin més per «provar-se» a elles mateixes quan estaven destinades a ser salvades.
Fromm emfatitza que els canvis en les condicions socials originen canvis en el caràcter social. Noves necessitats creen noves angoixes. Això provoca que els homes siguin susceptibles a elles i que, al seu torn, aquestes noves idees tendeixin a estabilitzar i intensificar el nou caràcter social i a determinar les noves accions humanes.

### Escapant de la llibertat
La llibertat negativa no és una experiència plaent per si mateixa, per la qual cosa Fromm suggereix que moltes persones en lloc d'usar-la tracten de minimitzar els seus efectes negatius en desenvolupar idees i comportaments que els proporcionen alguna forma de seguretat. Fromm esmenta els següents tres comportaments:
1. Autoritarisme. Segons Fromm, la personalitat autoritària té un element sàdic i un element masoquista.[3] Una persona autoritària desitja guanyar control sobre els altres per a tractar d'imposar algun tipus d'ordre al món, i també desitja sotmetre's a una força superior, que pot ser una altra persona o una idea abstracta.
2. Destructivitat. Encara que té algunes similituds amb el sadisme, Fromm argumenta que un sàdic desitja controlar, mentre que una personalitat destructiva desitja destruir tot el que no pugui controlar.
3. Conformitat. Aquest comportament es presenta quan la gent incorpora inconscientment les creences, normatives i processos de raonament de la seva societat i les experimenta com si fossin pròpies. Això no els permet tenir pensaments lliures genuïns, cosa que tendeix a provocar ansietat.

### Llibertat al segle XX
Fromm analitza el caràcter de la ideologia nazi i suggereix que les condicions psicològiques d'Alemanya després de la Primera Guerra Mundial van generar desig d'un nou ordre per restaurar l'orgull de la nació, que va sorgir amb la forma del nacionalsocialisme. Basant-se en la seva interpretació del llibre La meva lluita de Hitler, Fromm indica que Hitler tenia una personalitat autoritària que el portava a desitjar governar Alemanya en nom d'una autoritat superior (la idea d'una raça superior) i les seves idees eren atractives per a la classe mitjana, que era insegura i necessitava alguna cosa que els donés orgull i certesa. Fromm suggereix que hi ha una tendència a sotmetre's a règims autoritaris quan les nacions experimenten llibertat negativa, però el treball de l'evolució cultural no pot ser revertit i el nazisme no proporciona una unió genuïna amb el món.
Fromm examina la democràcia i la llibertat política i lloa els models de democràcia moderna i de nació industrialitzada, però adverteix que la llibertat externa proporcionada per aquests models no pot ser aprofitada completament sense una llibertat interior equivalent. L'autor suggereix que malgrat ser lliures d'influències autoritàries, les persones que habiten en societats en les quals operen els models esmentats estan dominades pels consells d'experts i la influència de la publicitat. La manera de ser lliure com a individu és ser espontani en l'autoexpresió i el comportament. Fromm diu que «només hi ha un significat per a la vida: l'acte de viure-la», però alhora adverteix que per a estar veritablement en contacte amb la humanitat és necessari estar en contacte amb aquells amb qui es comparteix el món.